# Анатоль Каньєнкіко
Анатоль Каньєнкіко (нар. 1952) — політичний діяч Бурунді, очільник уряду країни з 7 лютого 1994 до 22 лютого 1995 року. За походженням — тутсі, родом з провінції Нгозі, член партії Союз за національний прогрес (UPRONA).